# Маалула
Маалу́ла (Маалю́ля, Маалю́ла, араб. معلولا‎; сир. ܡܥܠܘܠܐ; иуд.-арам. מעלולא‎, maʕlūlā) — небольшой город в Сирии, жители которого являются христианами и мусульманами, до сих пор говорящими на одном из арамейских языков. Находится примерно в 55 километрах к северо-востоку от Дамаска, столицы Сирии. Расположена на южном склоне одноимённого хребта.
Согласно исследователю языка Маалула, профессору Гейдельбергского университета Вернеру Арнольду, зимой население городка не превышает одной тысячи человек, зато в летний период оно может увеличиваться до пяти тысяч человек, так как многие выходцы из Маалулы постоянно проживают в крупных городах Сирии и Ливана (в частности в Дамаске и Бейруте), и проводят в родном городе лишь летние месяцы.

## Население и язык
Разговорным языком большинства жителей Маалулы является маалульское наречие западного новоарамейского языка. Близкие наречия того же языка распространены в соседних деревнях Баха (Сарха) и Джуббадин, жители которых являются мусульманами. На близком языке также разговаривал Иисус Христос.
Около двух третей населения Маалулы составляют христиане (примерно поровну православные и греко-католики), около одной трети — мусульмане. Христианское богослужение в церквях ведётся на арамейском, греческом и арабском языках.
Изначально местные жители были язычниками, но обратились в христианство за шесть столетий до прихода арабов, ещё во времена древних римлян.

## Монастыри
Название переводится с арамейского языка как «высокое место». В Маалуле можно посетить женский монастырь Святой Фёклы Равноапостольной (ученица апостола Павла), с жизнью которой легенда связывает это поселение. Монастырь принадлежит греческой православной церкви. В монастыре находится пещера с небольшой часовней византийского периода, в котором, как гласит местное предание, и похоронена сама святая. В сентябре и декабре 2013 года Маалуля была захвачена боевиками. Во время декабрьского захвата в монастыре святой Фёклы был устроен погром и захвачены в заложники 13 монахинь и 3 послушницы вместе с игуменьей Пелагией (Сайяф).
Монахини пробыли в плену у боевиков около 100 дней и при посредничестве ливанских спецслужб были обменены на родственников боевиков (преимущественно женщин). 9 марта 2014 года большое количество журналистов прибыло на сирийско-ливанскую границу для того, чтобы запечатлеть возвращение монахинь в Сирию. Ожидание, в итоге, продлилось около 11 часов, так как боевики до последнего пытались сорвать акцию по обмену заложниц.
На горе над деревней находится ещё одна достопримечательность — монастырь святых Сергия и Вакха, принадлежащий мелькитской греко-католической церкви. Во время сентябрьского захвата боевиками церковь святых мучеников Сергия и Вакха была повреждена, иконы похищены или уничтожены, а монахини нашли приют в монастыре Святой Равноапостольной Фёклы.
В январе 2014 года СМИ сообщили, что радикальная группировка «Джебхат-ан-Нусра» способствовала осквернению всех без исключения христианских святынь городка.

## После освобождения
14 апреля 2014 года Маалюля была освобождена от боевиков сирийской регулярной армией.
Все жилые дома оказались разграблены, в большинстве домов были устроены поджоги. Со всех христианских храмов городка были сняты кресты; во многих храмах отсутствовали колокола; разграблена и уничтожена церковная утварь. Украдена находившаяся в монастыре св. Феклы статуя, изображавшая Иисуса (работа российского скульптора Рукавишникова).
Практически уничтожен возвышавшийся над городом отель сети «Сафир», из которого армия была вынуждена выбивать снайперов боевиков.
Хотя с апреля 2014 года в Маалюле нет боевиков, из-за разрушений местные жители в большинстве не спешат возвращаться, сообщает на сайте Православие и мир Надежда Кеворкова, которая отмечает, что факт захвата Маалюли боевиками и бои за неё нередко считают элементом «некой большой религиозной войны мусульман против христиан», однако полагает такое толкование неправомерным:

Всё же на Востоке идея религиозной войны не популярна и воспринимается как исключительно западная парадигма.
По её оценкам, «повреждения, разорения и пожар стали следствием перестрелок армии и повстанцев, а не показателем антихристианской ненависти боевиков», а кресты, как и всё прочее, пострадали «от боевых действий с обеих сторон, а не от религиозного фанатизма», указывая, что кресты сохранились в тех местах, куда не била артиллерия. Однако в видеорепортажах, снятых после освобождения и частичной реставрации монастыря отчётливо видны следы намеренного уничтожения боевиками христианских святынь, противоречащих канонам ортодоксального ислама.

## Галерея

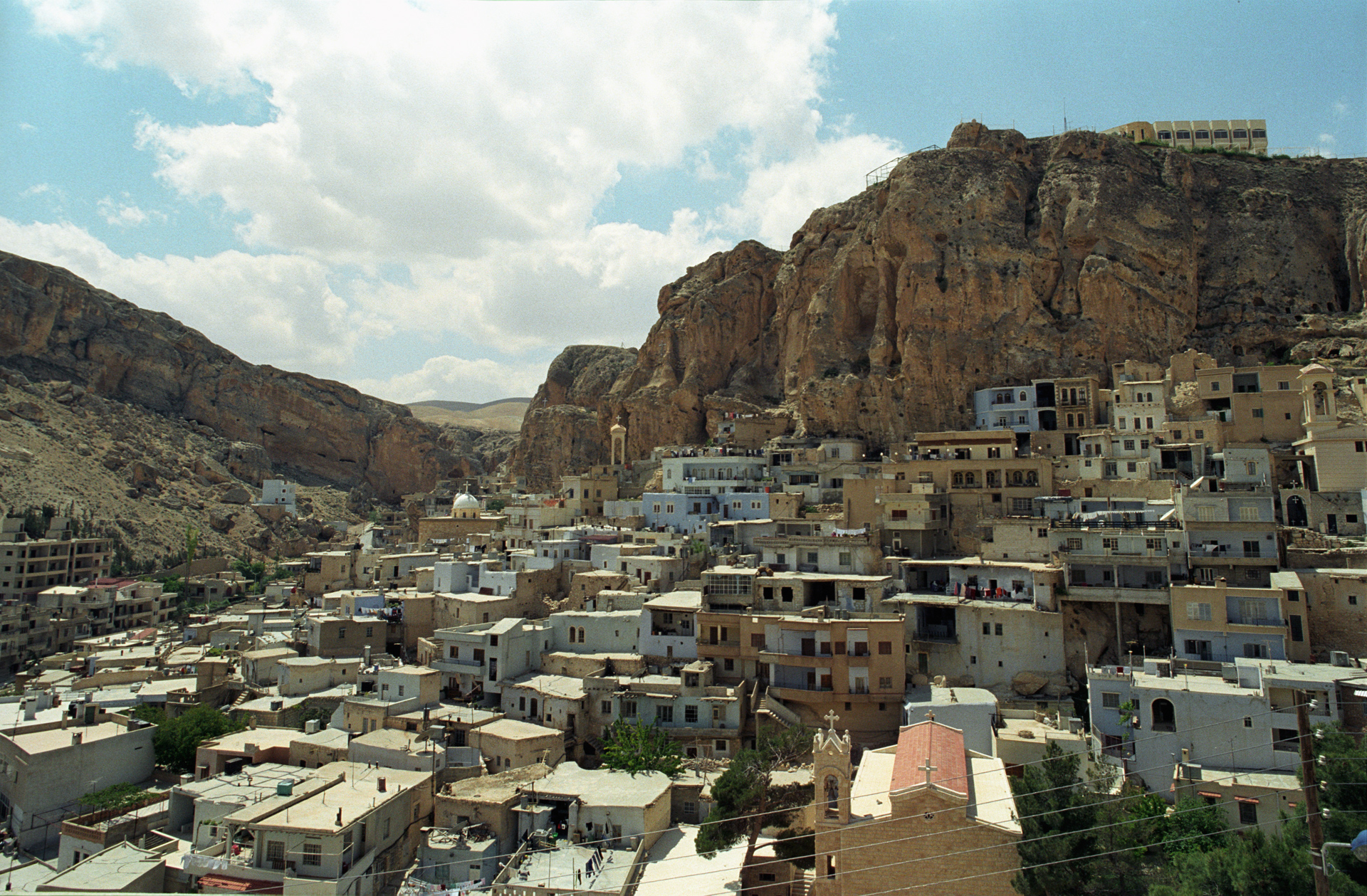
Вид
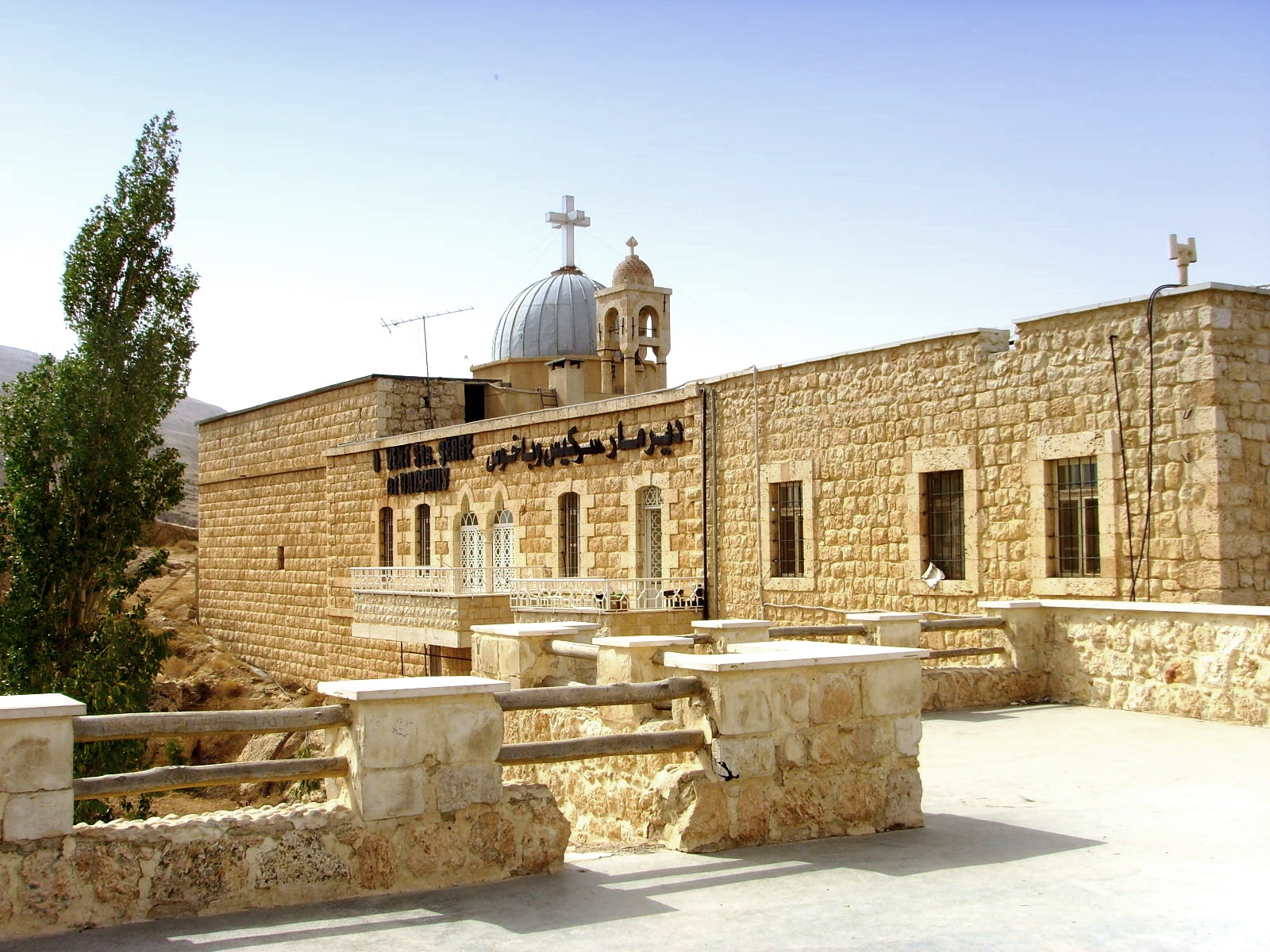
Монастырский комплекс Святого Саркиса
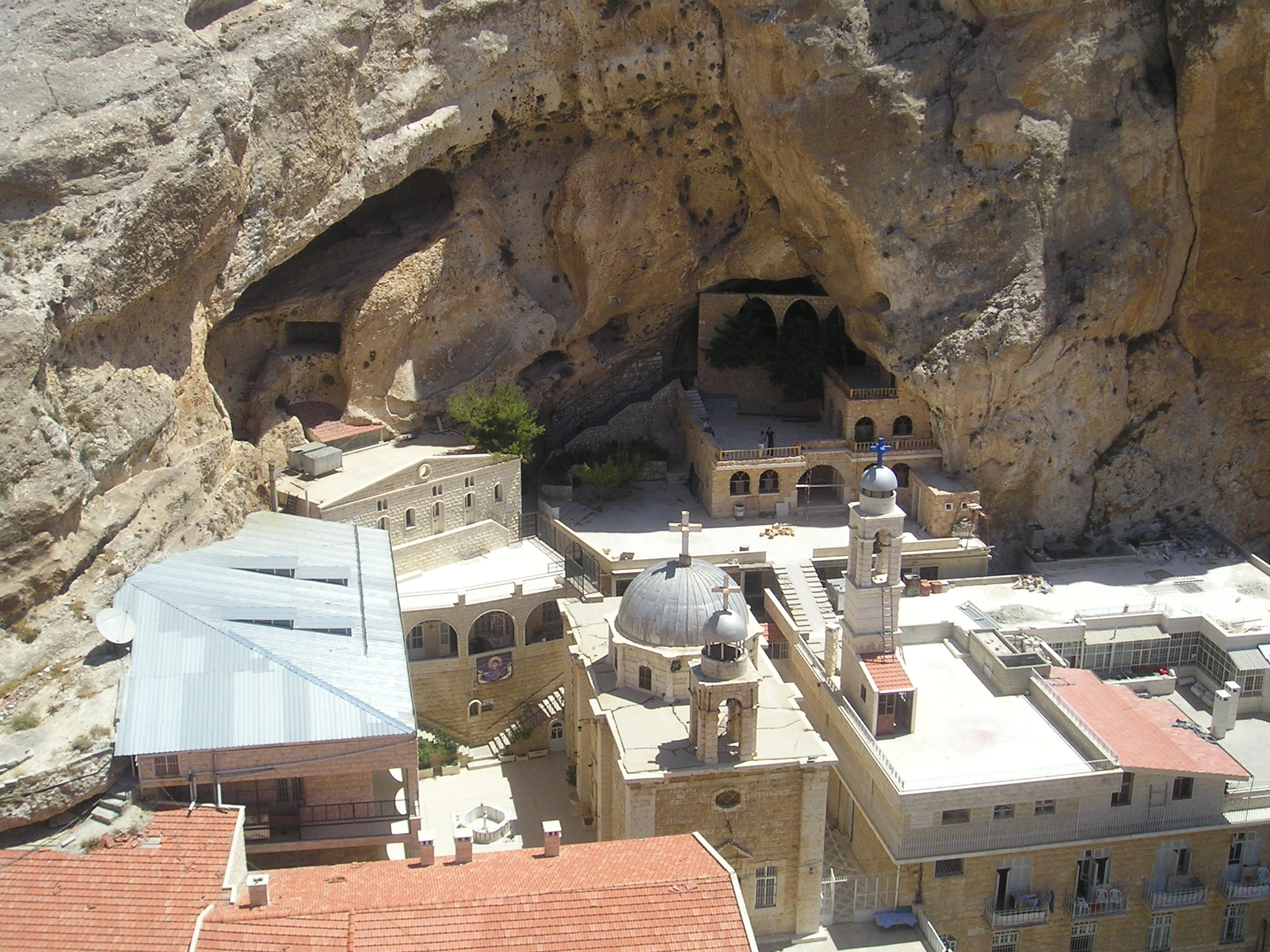
Монастырь Святой Феклы
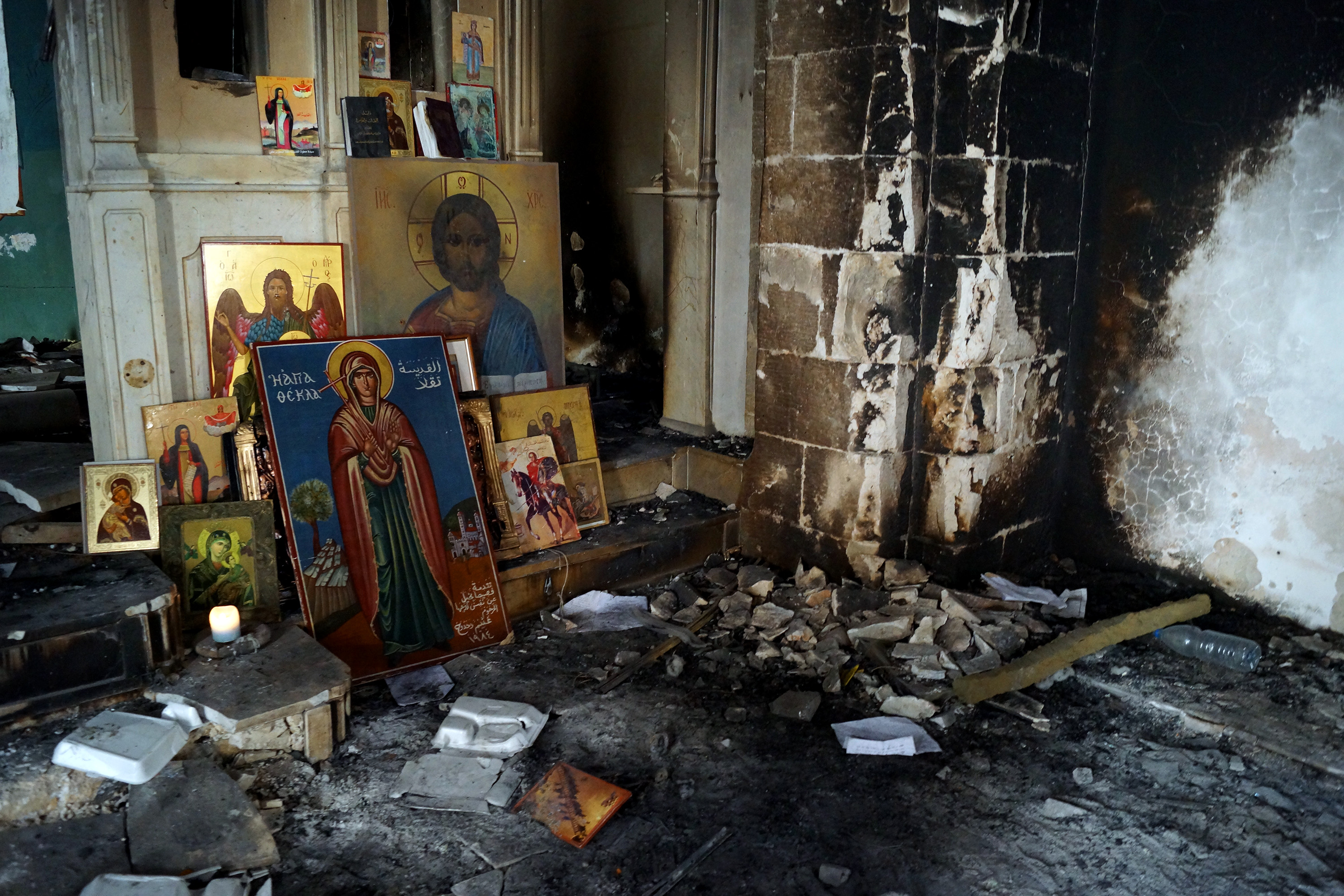
Вид храма в монастыре св. Феклы после освобождения посёлка от боевиков